# Wieze
Wieze est une section de la commune belge de Lebbeke dans le Denderstreek située en Région flamande dans la province de Flandre-Orientale. C'était une commune à part entière avant la fusion des communes de 1977.

## Démographie

### Évolution démographique
- Sources : INS, Rem. : 1831 jusqu'en 1970 = recensements, 1976 = nombre d'habitants au 31 décembre[2].

## Économie
Wieze est, depuis 1911, le siège de la plus grande usine de fabrication de chocolat de couverture du monde : la société Callebaut.
Le village fut également connu pour sa longue tradition brassicole. Outre la brasserie Callebaut (qui s'est muée en fabricant de chocolat), la Brasserie Van Roy Wieze à produit en propre et à façon une large gamme de bières jusqu'à sa faillite en 1997. Entre 1956 et 1987, des fêtes de la bière, inspirée de l'Oktoberfest munichoise, ont été organisées par cette brasserie, rassemblant durant 2 semaines jusqu'à 300.000 participants.